# Pachyneuron altiscuta
Pachyneuron altiscuta är en stekelart som beskrevs av Howard 1884. Pachyneuron altiscuta ingår i släktet Pachyneuron och familjen puppglanssteklar. Inga underarter finns listade i Catalogue of Life.